# Altaf Qadri
Altaf Qadri, född 1 januari år 1976 i Srinagar i Jammu och Kashmir, Indien, är en fotojournalist. Qadri studerade naturvetenskap vid Kashmir University och påbörjade arbetslivet som dataingenjör innan han blev fotograf.
Det tog inte lång tid innan han fick sitt första frilansuppdrag, och år 2001 började han arbeta som fotograf vid en lokal tidning. 2003 gick han med i European Pressphoto Agency, åt vilka han gav omfattande täckning av konflikten i Kashmir fram till maj 2008. I september samma år anslöt han sig till The Associated Press. Hans fotografier och reportage från händelser i Kashmir har synts i tidningar runt om i världen, bland andra Time, The Guardian, New York Times, International Herald Tribune, Washington Post och The Times. Han har haft många utställningar i flera städer som Los Angeles, Washington DC och New York City.